# Orzelski Młyn
Orzelski Młyn – osada w Polsce, w województwie kujawsko-pomorskim, w powiecie nakielskim, w gminie Mrocza.
Przez Orzelski Młyn przepływa rzeka Orla, nad którą znajduje się młyn wodny drewniany z XVIII wieku działający do lat 70. XX wieku, a także dom młynarza. W miejscowości znajduje się figura Jezusa Chrystusa, niedaleko niewielki prywatny cmentarz z 1874 r. polskich właścicieli młyna z XIX i XX wieku. Orzelski Młyn był klasyfikowany przed 1939 r. jako prywatny folwark-obszar dworski.
Miejscowość wchodzi w skład sołectwa Kaźmierzewo.
Do 2024 r. miejscowość była częścią wsi Kaźmierzewo. W latach 1975–1998 miejscowość należała administracyjnie do województwa bydgoskiego.